# Los Ailes, delstaten Mexiko
Los Ailes är en ort i Mexiko, tillhörande Cuautitlán Izcalli kommun i delstaten Mexiko. Los Ailes ligger i den centrala delen av landet och tillhör Mexico Citys storstadsområde. Orten hade 545 invånare vid folkmätningen 2010.